# ブラントフォード駅
ブラントフォード駅（英語：Brantford train station）はカナダオンタリオ州ブラントフォード ワズワース・ストリート5にある駅。カナダ各地を結ぶVIA鉄道が乗り入れている。

## 概要
当駅は有人駅である。

## 利用可能な鉄道路線／列車
VIA鉄道の停車する列車は下記の通り。
ウィンザー/ロンドンとトロント間の昼行中距離列車コリドー号 …トロント方面 5本/日、ウィンザー方面 5本/日 出発（平日）